# Inmarsat-5 F4
Inmarsat-5 F4 — геостационарный спутник связи, четвёртый и последний представитель серии аппаратов Inmarsat-5, образующих глобальную спутниковую сеть Global Xpress, управляемую британским оператором спутниковой связи, компанией Inmarsat. Спутник дополнит производительные мощности трёх действующих аппаратов серии и будет использоваться в качестве орбитального резерва. В течение срока службы положение спутника на геостационарной орбите может меняться, изначально он будет размещён для покрытия регионов Европы, Среднего Востока, Северной Африки и Индийского субконтинента.
Сеть Global Xpress предоставляет услуги мобильной голосовой связи и высокоскоростной передачи данных с глобальным покрытием для морского и авиатранспорта, промышленных предприятий и правительственных структур.
Три спутника Inmarsat-5 (F1, F2, F3) были заказаны в 2010 году у американской компании Boeing, сумма контракта составила 1,2 млрд долларов США. Первый спутник был запущен в декабре 2013 года для покрытия территории Европы, Среднего Востока, Азии и Африки. Второй и третий спутник были запущены в феврале и августе 2015 года, обеспечив покрытие Америки и Азиатско-Тихоокеанского региона, соответственно. Все три запуска были выполнены ракетой-носителем «Протон-М» с разгонным блоком «Бриз-М».
В 2013 году компания Inmarsat воспользовалась опцией контракта на создание дополнительного, четвёртого спутника, стоимость опции и связанных расходов составила 220—250 млн долларов.
Все спутники серии Inmarsat-5 идентичны, построены на базе космической платформы Boeing 702HP компанией Boeing. Размеры спутника в сложенном состоянии — 6,98 × 3,59 × 3,27 м. На орбите 2 крыла солнечных батарей раскрываются, их размах достигает 40,6 м. Арсенид-галлиевые солнечные батареи генерируют до 15 кВт электроэнергии в начале службы и до 13,8 кВт при завершении функционирования. Стартовая масса спутника составляет 6086 кг. Аппарат оборудован гибридной двигательной установкой. Апогейный двигатель с тягой 445 Н, на двухкомпонентном химическом топливе, используется для перехода на геостационарную орбиту. Восемь малых гидразиновых двигателя (4 осевых с тягой по 22 Н и 4 радиальных по 10 Н) используются для небольших корректировок при переходе к точке стояния и управления положением спутника. 4 ионных двигателя XIPS-25, использующих газ ксенон в качестве рабочего тела, применяются для удержания позиции на орбите. Ожидаемый срок службы спутника — 15 лет.
На спутник установлено 89 транспондеров Ka-диапазона, обеспечивающих у конечного пользователя скорость загрузки данных до 50 Мбит/с, отдачи — до 5 Мбит/с. Шесть управляемых антенн позволяют перенаправлять лучи сигнала и обеспечивать дополнительные мощности в необходимом регионе.
Контракт с компанией SpaceX на запуск Inmarsat-5 F4 был подписан в июле 2014 года. Изначально предполагалось, что спутник будет выведен на орбиту ракетой-носителем Falcon Heavy, поскольку его большая масса не позволяла использовать Falcon 9, при условии возврата первой ступени. Однако, из-за задержек дебютного запуска Falcon Heavy, было принято решение использовать для запуска одноразовую конфигурацию ракеты-носителя Falcon 9.
Запуск спутника Inmarsat-5 F4 состоялся 15 мая 2017 года в 23:21 UTC, со стартового комплекса LC-39A Космического центра Кеннеди. Всё топливо ракеты использовано для запуска спутника, посадка первой ступени не проводилась. Вторая ступень работала предельно долго, практически до полного иссякания топлива, для вывода аппарата на максимально высокую суперсинхронную геопереходную орбиту с параметрами 381 × 69 839 км, наклонение 24,5°. Это позволит сократить время выхода спутника к точке стояния и ускорить ввод его в эксплуатацию.

## Фотогалерея

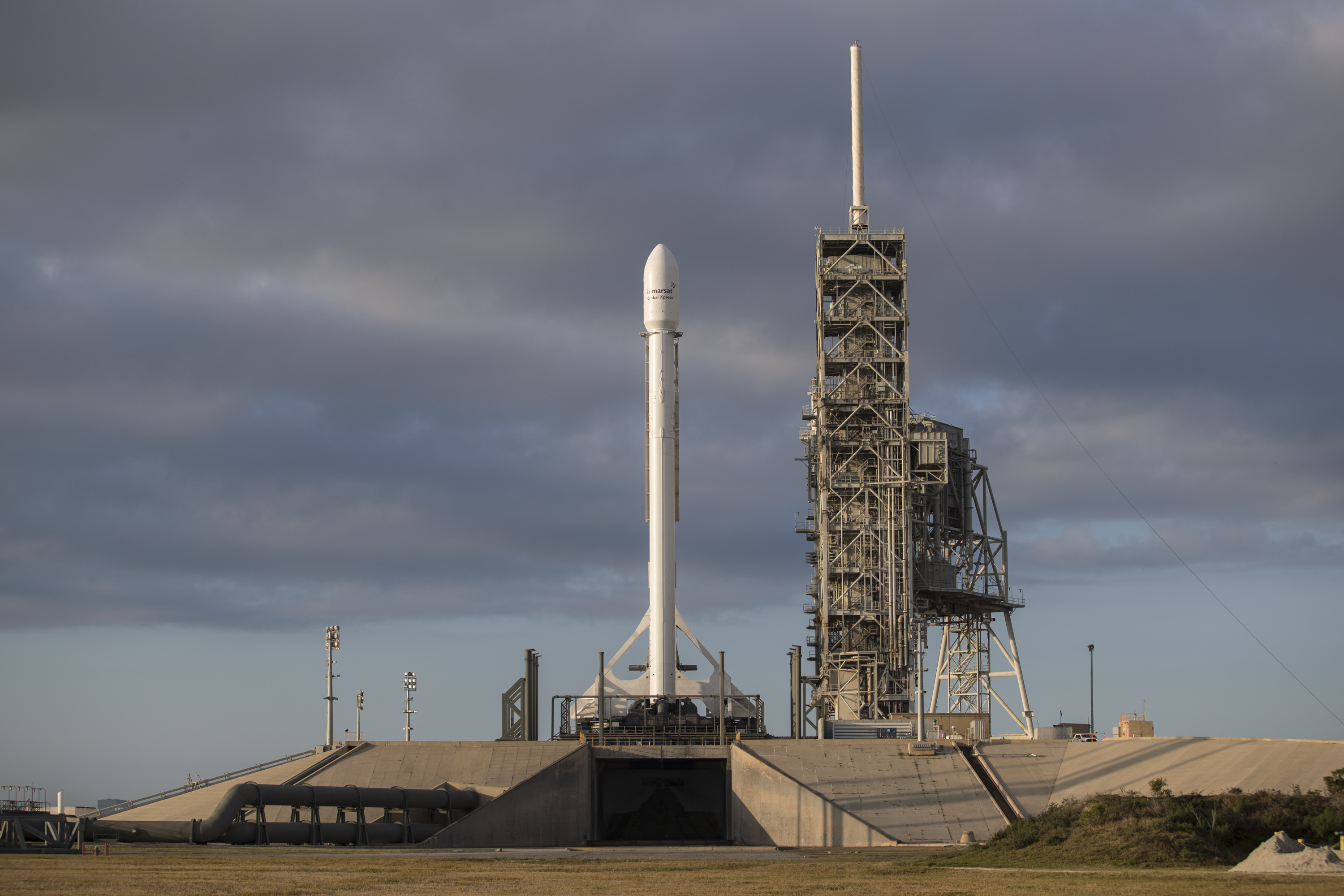
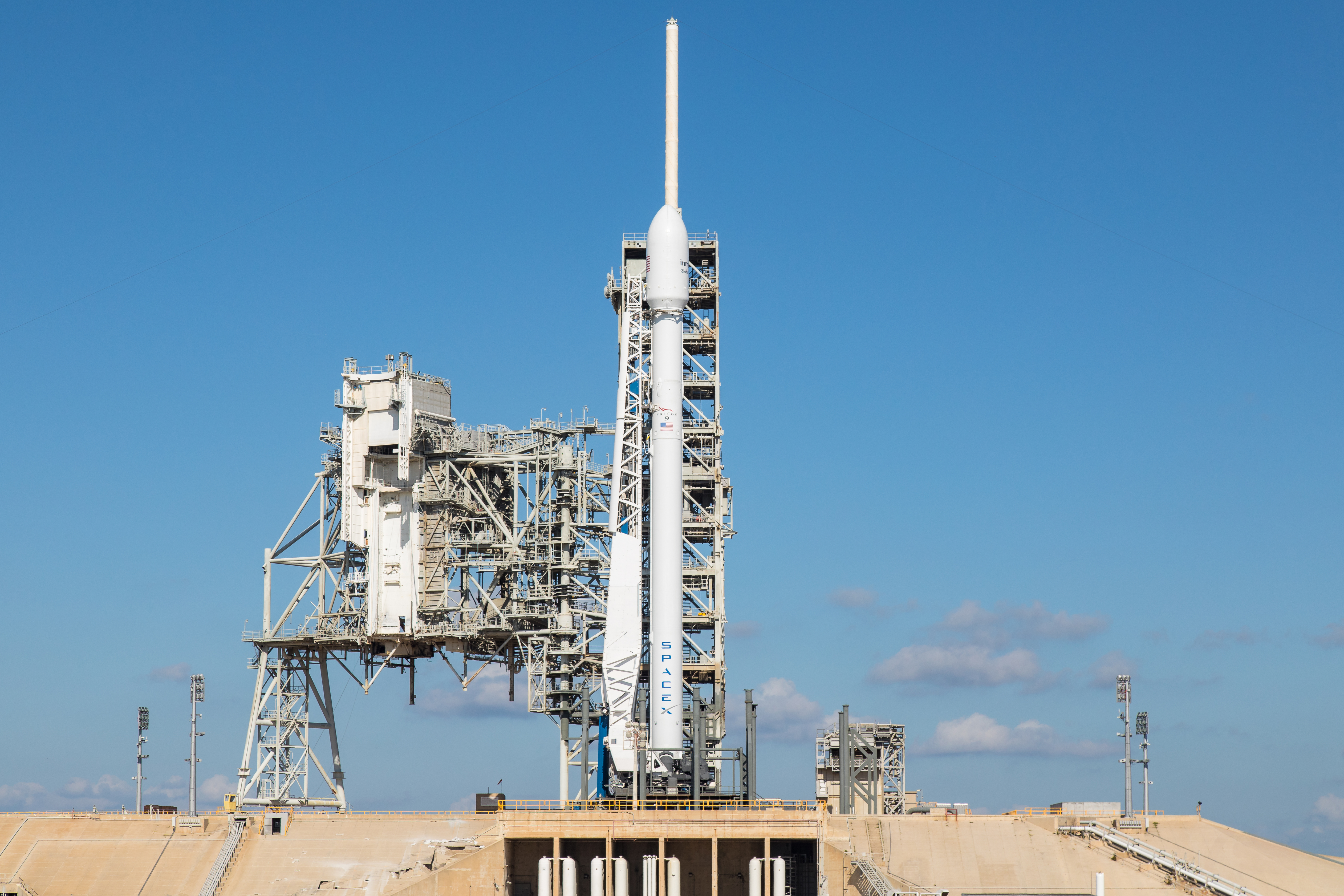
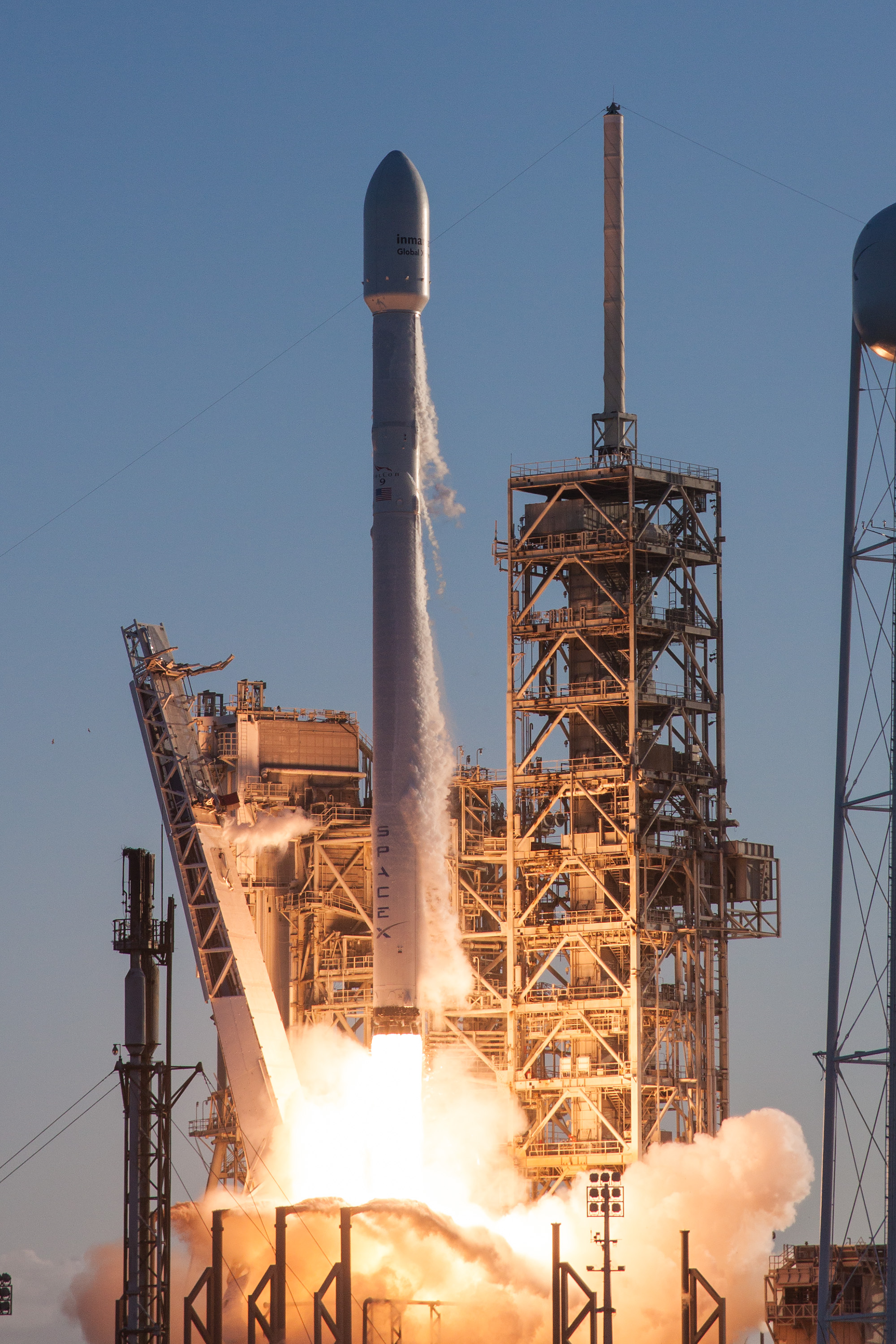

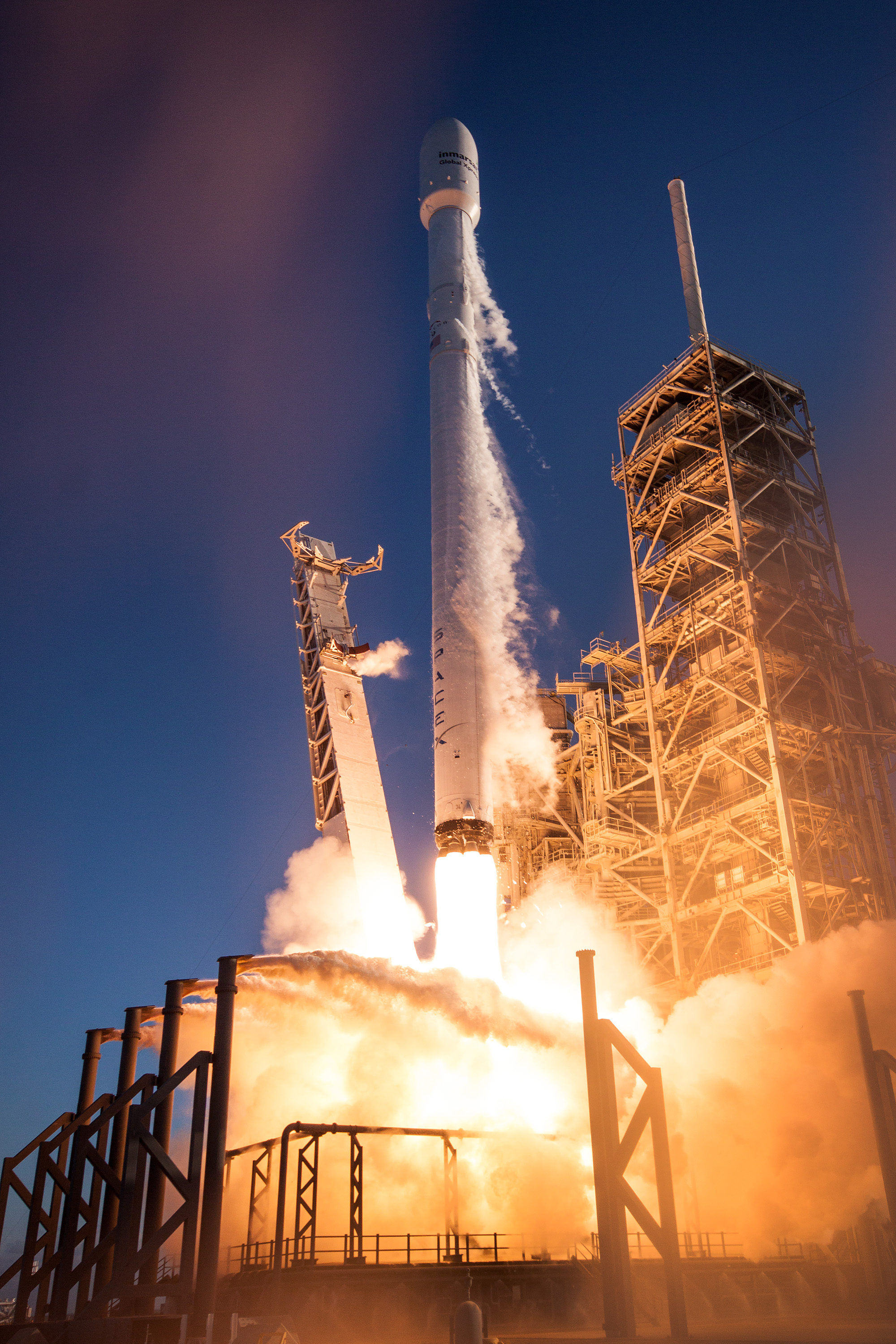
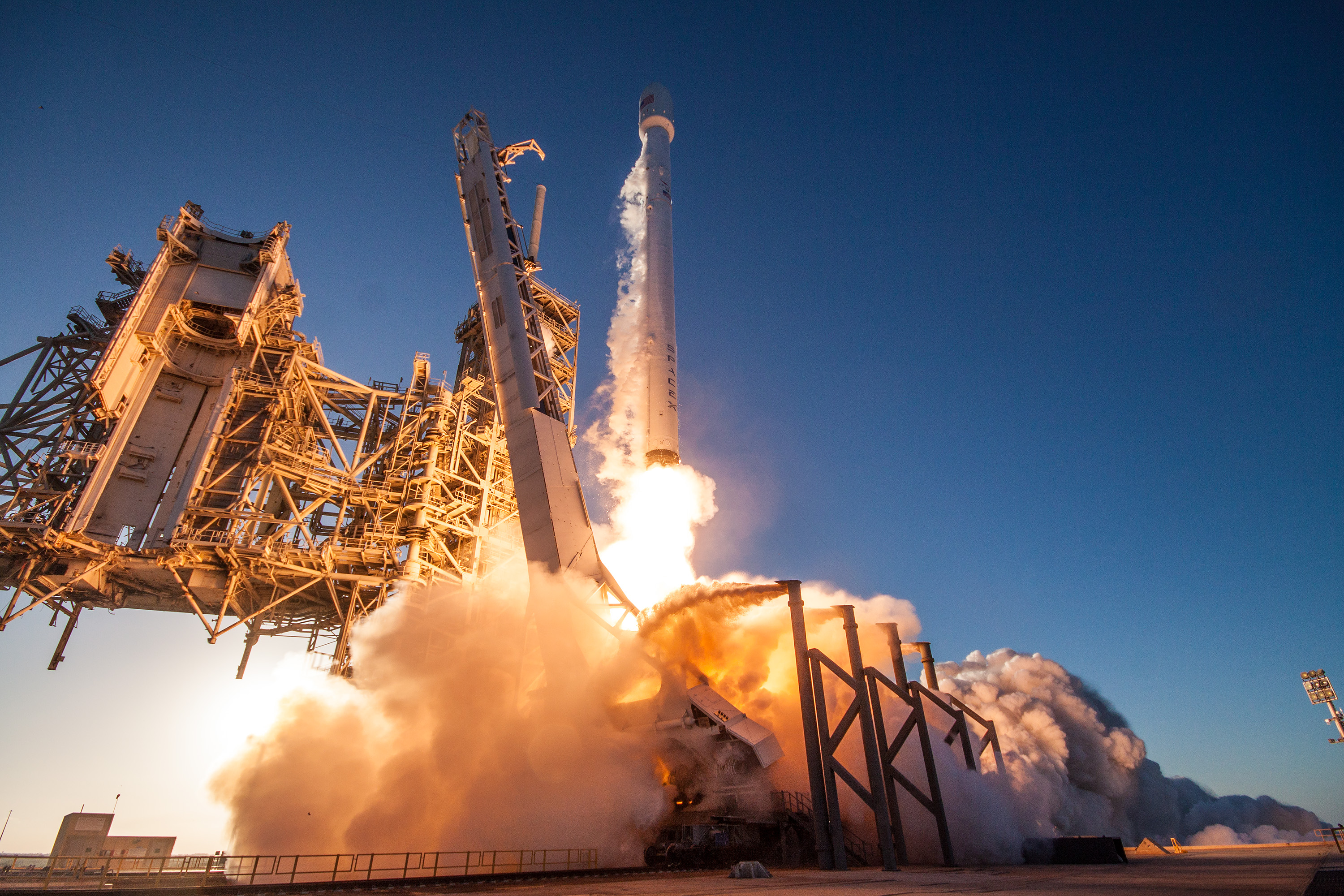
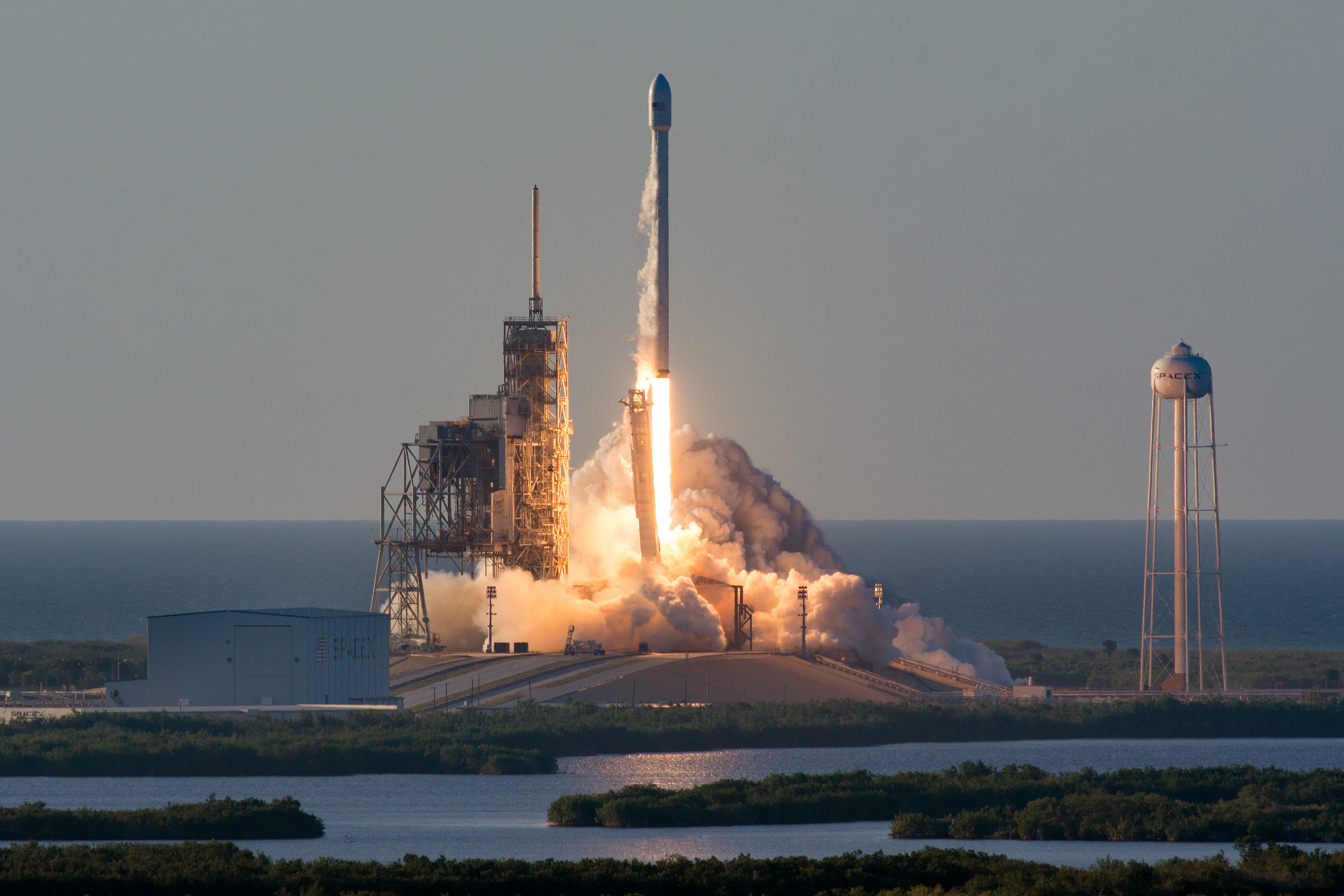

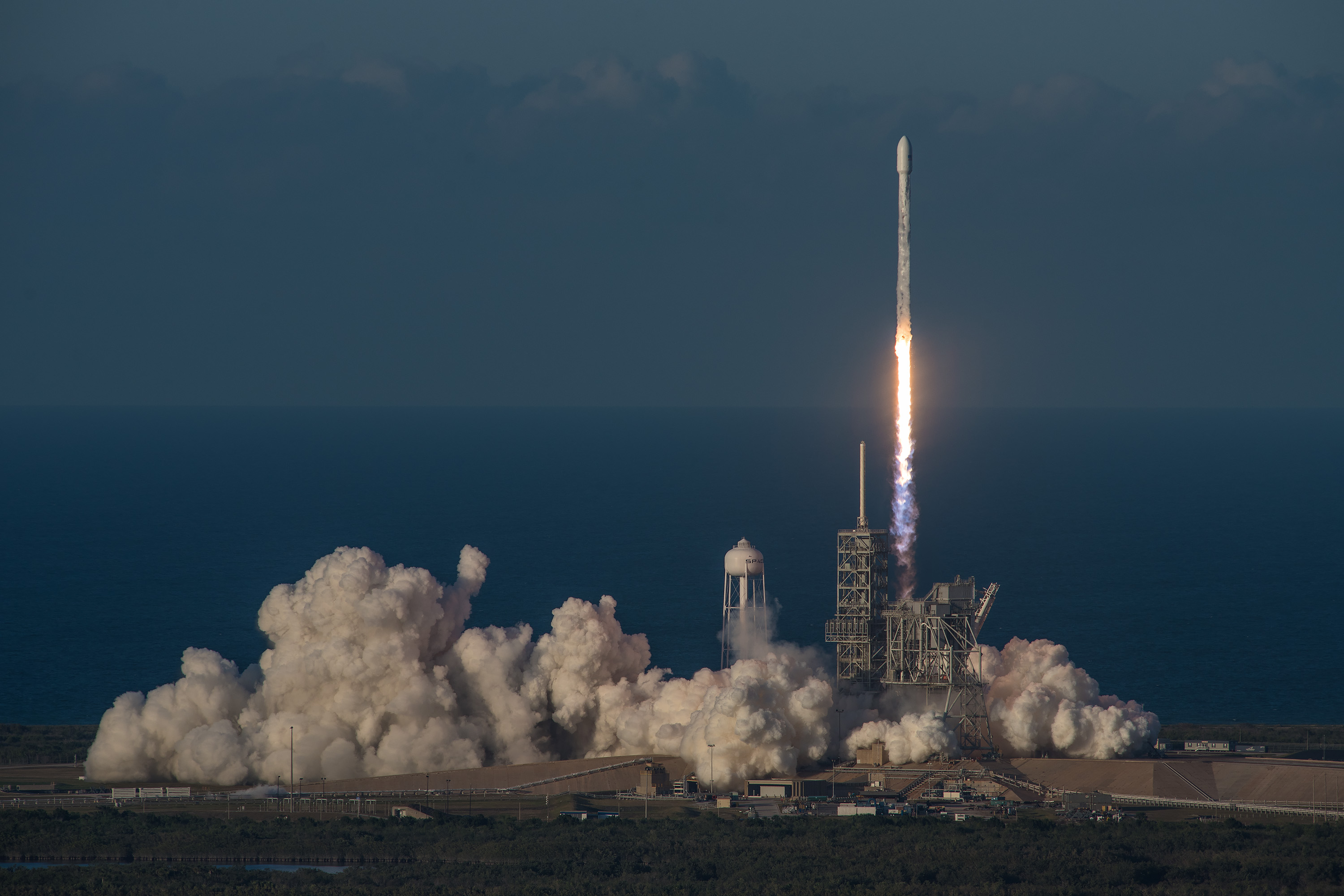
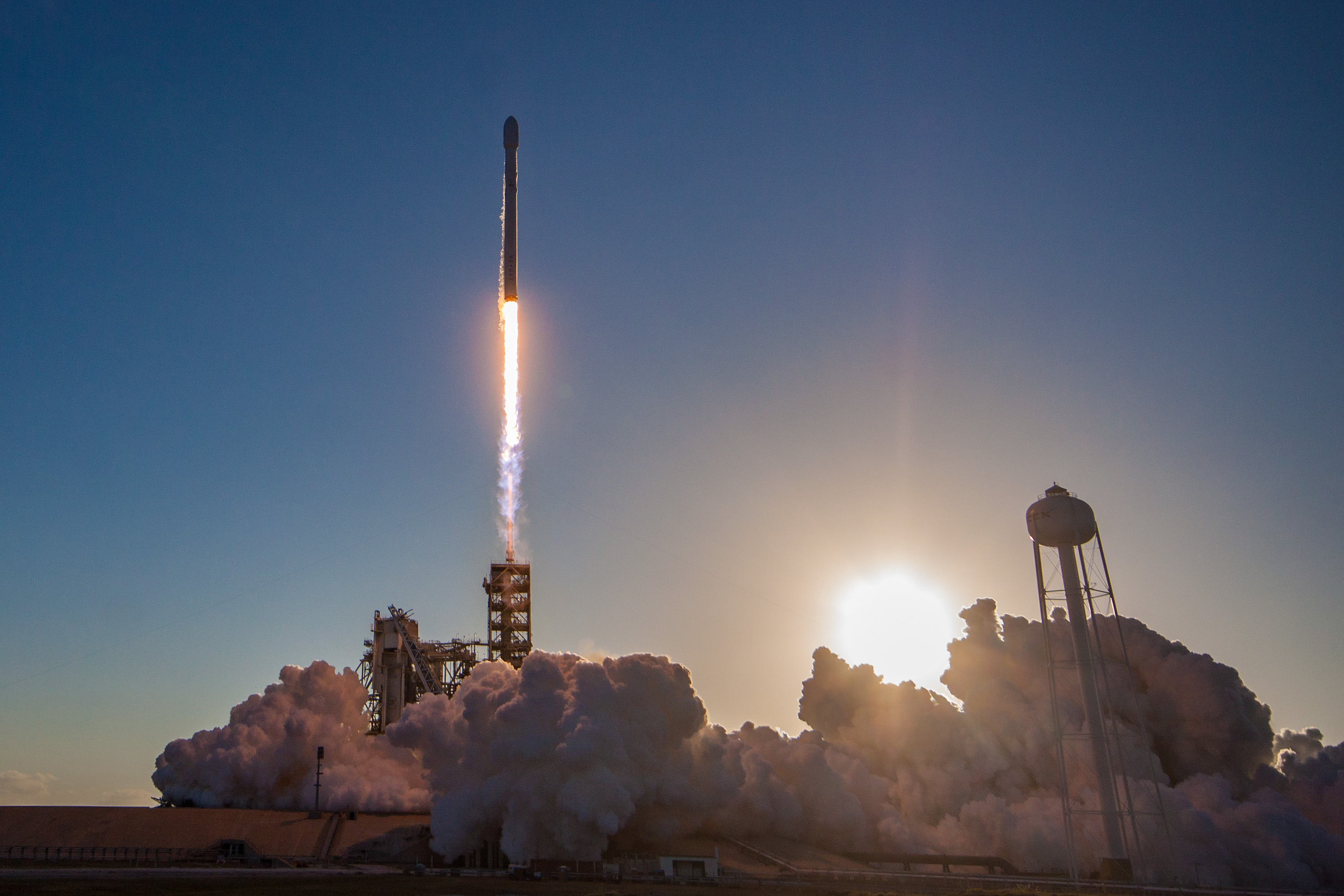
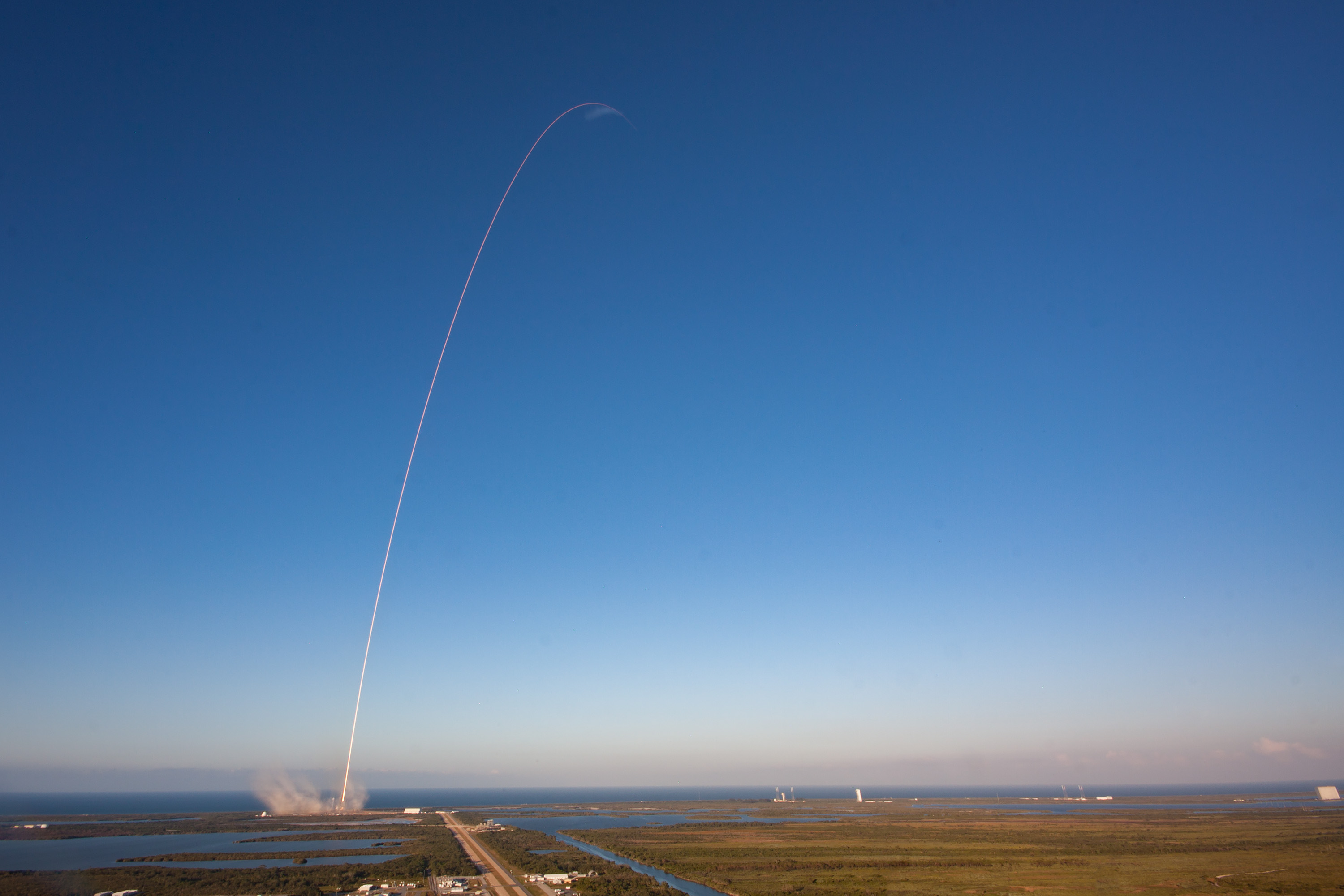